# Bertrange (Luksemburg)
Bertrange (lb. Bartreng, niem. Bartringen) − miejscowość i gmina (gemeng / commune / Gemeinde) w południowo-zachodnim Luksemburgu, w kantonie Luksemburg. Do 3 października 2015 gmina leżała w dystrykcie Luksemburg. Siedziba administracyjna gminy znajduje się w miejscowości Bertrange. Liczy 8668 mieszkańców (1 stycznia 2023). 

## Podział administracyjny
Do gminy należy dziesięć miejscowości, w tym jeden (Uertschaft) oraz dziewięć lieu-dit:
1. Bertrange (Bartreng / Bartringen)
2. Bertrange-Gare (Bartreng-Gare), lieu-dit
3. Ferme Beaufort (Bouferterhaff), lieu-dit
4. Ferme de Grevels (Gréiwelsser Haff / Grevelshof), lieu-dit
5. Findelshof (Findelshaff), lieu-dit
6. Grevels-Barrière (Gréiwelsser Barrière), lieu-dit
7. Helfenterbruck (Helfenter Bréck / Helfenterbrück), lieu-dit
8. Lorentzscheuer (Luerenzscheier), lieu-dit
9. Niderterhaff, lieu-dit
10. Tossenberg (Tossebierg), lieu-dit

## Współpraca
Miejscowość partnerska:
- Santa Maria Nuova, Włochy